# Capanne
Capanne is een klein dorp (curazia) in de gemeente Fiorentino in San Marino.